# Liste der ISS-Expeditionen

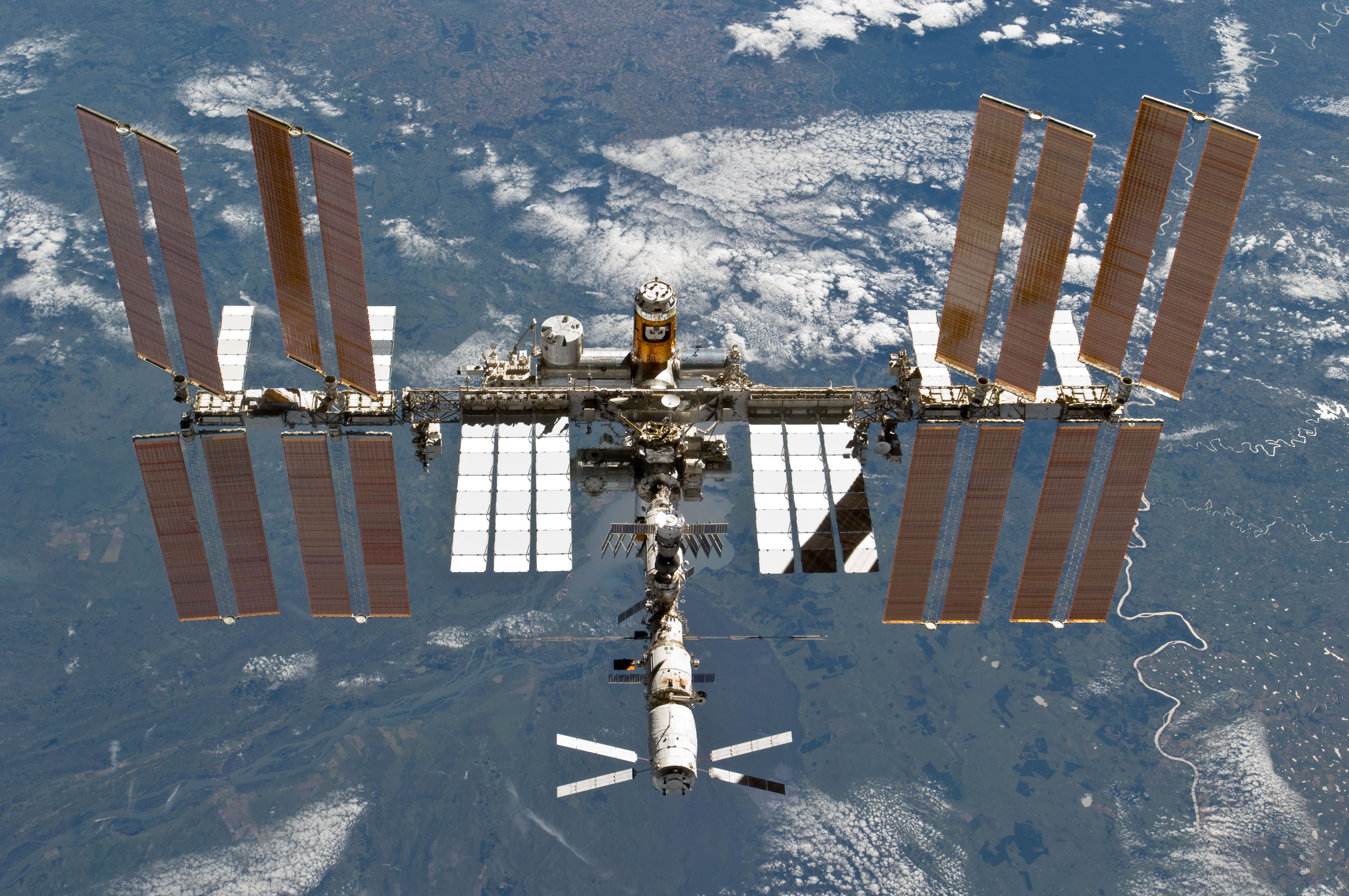
Die ISS, fotografiert beim Rundumflug der Space-Shuttle-Mission STS-133

Dies ist eine chronologische Liste aller ISS-Expeditionen, der Langzeitbesatzungen auf der Internationalen Raumstation.
| Jahresverzeichnis 2000 – 2001 – 2002 – 2003 – 2004 – 2005 – 2006 – 2007 – 2008 – 2009 – 2010 – 2011 – 2012 – 2013 – 2014 – 2015 – 2016 – 2017 – 2018 – 2019 – 2020 – 2021 – 2022 – 2023 – 2024 – 2025 – 2026 – aktuelle Expedition |

## Erläuterungen
Der Bezeichnung der jeweiligen ISS-Expedition folgen die Aufzählung der Besatzungsmitglieder. Hinter den Namen der Mitglieder ist in Klammern die Anzahl der damit angetretenen Raumflüge vermerkt. Die daran anschließenden Abkürzungen CDR oder BI bezeichnen die Funktionen des ISS-Kommandanten (commander) und der Bordingenieure. Die Bezeichnung „Bordingenieur“ ist hier nicht zu verwechseln mit der gleichnamigen Funktion in der Luftfahrt – jeder ISS-Expeditionsteilnehmer, der nicht gerade die Funktion des Kommandanten innehat, wird „Bordingenieur“ genannt.
Die weitere Struktur der Liste wechselt ab Expedition 21/22:
- Bis Expedition 20 überlappen sich aufeinanderfolgende Expeditionen um jeweils ein bis zwei Wochen. Daher ist der Zeitraum jeder Expedition vollständig mit Beginn, Dauer und Ende angegeben.
- Alle Expeditionen ab Nr. 21 gehen direkt ineinander über; der Endzeitpunkt einer Expedition ist identisch mit dem Beginn der nächsten. Zur Platzersparnis und besseren Übersicht ist darum ab Expedition 22 nur noch die Dauer und das Ende jeder Expedition angegeben. Außerdem werden die Ankunftszeitpunkte der Raumfahrer – die nicht mehr identisch mit dem Beginn einer Expedition sind – ab Expedition 21 separat genannt.

Alle Datumsangaben beziehen sich auf die koordinierte Weltzeit (UTC).
Die typische Aufenthaltsdauer der Crewmitglieder beträgt jeweils etwa sechs Monate. Die verfügbaren Plätze gehen generell jeweils zur Hälfte an Raumfahrer von NASA und Roskosmos, wobei die NASA Teile ihres Kontingents an die internationalen Partner weitergibt. Wie auch bei anderen Ressourcen auf der ISS gehen 12,8 % an JAXA, 8,3 % an ESA und 2,3 % an CSA.

## Expeditionen

### Expeditionen 1 bis 6
Die Teilnehmer der ersten Expedition erreichten die Station am 2. November 2000 mit dem russischen Sojus-Raumschiff TM-31, das gleichzeitig als Rückkehrfahrzeug für den Notfall diente. Bei den nachfolgenden Expeditionen wurde die Mannschaft während des Besuches eines amerikanischen Space Shuttles ausgetauscht. Der Austausch der Sojus-Kapsel erfolgte durch dreiköpfige Besuchsmissionen. Da die Ablösungsmannschaften jeweils etwa eine Woche vor der geplanten Rückkehr der Vorgängercrews ankamen, überlappten sich die Expeditionen um diesen Zeitraum.
| Emblem           | Mannschaftsfoto               | Mitglieder                                                                  | Mitglieder                                                                  | Beginn                              | Dauer            | Ende                               |
| ISS-Expedition 1 | ISS-Expedition 1              | ISS-Expedition 1                                                            | ISS-Expedition 1                                                            | ISS-Expedition 1                    | ISS-Expedition 1 | ISS-Expedition 1                   |
| ---------------- | ----------------------------- | --------------------------------------------------------------------------- | --------------------------------------------------------------------------- | ----------------------------------- | ---------------- | ---------------------------------- |
|                  | Krikaljow, Shepherd, Gidsenko | William Shepherd (4), CDR Juri Gidsenko (2), BI Sergei Krikaljow (5), BI    | William Shepherd (4), CDR Juri Gidsenko (2), BI Sergei Krikaljow (5), BI    | 2. Nov. 2000 Ankopplung Sojus TM-31 | 137 Tage         | 19. März 2001 Abkopplung STS-102   |
| ISS-Expedition 2 |                               |                                                                             |                                                                             |                                     |                  |                                    |
|                  | Voss, Ussatschow, Helms       | Juri Ussatschow (4), CDR Susan Helms (5), BI James Voss (5), BI             | Juri Ussatschow (4), CDR Susan Helms (5), BI James Voss (5), BI             | 10. März 2001 Ankopplung STS-102    | 163 Tage         | 20. Aug. 2001 Abkopplung STS-105   |
| ISS-Expedition 3 |                               |                                                                             |                                                                             |                                     |                  |                                    |
|                  | Tjurin, Culbertson, Deschurow | Frank Culbertson (3), CDR Wladimir Deschurow (2), BI Michail Tjurin (1), BI | Frank Culbertson (3), CDR Wladimir Deschurow (2), BI Michail Tjurin (1), BI | 12. Aug. 2001 Ankopplung STS-105    | 125 Tage         | 15. Dez. 2001 Abkopplung STS-108   |
| ISS-Expedition 4 |                               |                                                                             |                                                                             |                                     |                  |                                    |
|                  | Bursch, Onufrijenko, Walz     | Juri Onufrijenko (2), CDR Daniel Bursch (5), BI Carl Walz (4), BI           | Juri Onufrijenko (2), CDR Daniel Bursch (5), BI Carl Walz (4), BI           | 7. Dez. 2001 Ankopplung STS-108     | 190 Tage         | 15. Juni 2002 Abkopplung STS-111   |
| ISS-Expedition 5 |                               |                                                                             |                                                                             |                                     |                  |                                    |
|                  | Korsun, Whitson, Treschtschow | Waleri Korsun (2), CDR Sergei Treschtschow (1), BI Peggy Whitson (1), BI    | Waleri Korsun (2), CDR Sergei Treschtschow (1), BI Peggy Whitson (1), BI    | 7. Juni 2002 Ankopplung STS-111     | 178 Tage         | 2. Dez. 2002 Abkopplung STS-113    |
| ISS-Expedition 6 |                               |                                                                             |                                                                             |                                     |                  |                                    |
|                  | Pettit, Bowersox, Budarin     | Ken Bowersox (5), CDR Nikolai Budarin (3), BI Donald Pettit (1), BI         | Ken Bowersox (5), CDR Nikolai Budarin (3), BI Donald Pettit (1), BI         | 25. Nov. 2002 Ankopplung STS-113    | 159 Tage         | 3. Mai 2003 Abkopplung Sojus TMA-1 |

### Expeditionen 7 bis 12
Das Space Shuttle Columbia stürzte am 1. Februar 2003 ab. Daraufhin wurden weitere Flüge der Space-Shuttle-Flotte bis Juli 2005 abgesagt. Ab Expedition 7 wurde die Besatzung daher mittels der Sojus-Kapseln ausgetauscht. Um die Versorgung auch ohne Shuttle-Flüge zu gewährleisten, wurde die Mannschaftsstärke der Expeditionen von drei auf zwei Mitglieder reduziert.
Die Expeditionen begannen jeweils mit dem Ankoppeln des Zubringerraumschiffs und endeten mit dessen Abkopplung für den Rückflug. Da die Ablösungsmannschaft jeweils etwa eine Woche vor der geplanten Rückkehr der Vorgängercrew ankam, überlappten sich die Expeditionen um diesen Zeitraum.
| Emblem            | Mannschaftsfoto     | Mitglieder                                          | Mitglieder                                          | Beginn                               | Dauer            | Ende                                 |
| ISS-Expedition 7  | ISS-Expedition 7    | ISS-Expedition 7                                    | ISS-Expedition 7                                    | ISS-Expedition 7                     | ISS-Expedition 7 | ISS-Expedition 7                     |
| ----------------- | ------------------- | --------------------------------------------------- | --------------------------------------------------- | ------------------------------------ | ---------------- | ------------------------------------ |
|                   | Malentschenko, Lu   | Juri Malentschenko (3), CDR Ed Lu (3), BI           | Juri Malentschenko (3), CDR Ed Lu (3), BI           | 28. Apr. 2003 Ankopplung Sojus TMA-2 | 183 Tage         | 27. Okt. 2003 Abkopplung Sojus TMA-2 |
| ISS-Expedition 8  |                     |                                                     |                                                     |                                      |                  |                                      |
|                   | Kaleri, Foale       | Michael Foale (6), CDR Alexander Kaleri (4), BI     | Michael Foale (6), CDR Alexander Kaleri (4), BI     | 20. Okt. 2003 Ankopplung Sojus TMA-3 | 193 Tage         | 29. Apr. 2004 Abkopplung Sojus TMA-3 |
| ISS-Expedition 9  |                     |                                                     |                                                     |                                      |                  |                                      |
|                   | Fincke, Padalka     | Gennadi Padalka (2), CDR Michael Fincke (1), BI     | Gennadi Padalka (2), CDR Michael Fincke (1), BI     | 21. Apr. 2004 Ankopplung Sojus TMA-4 | 186 Tage         | 23. Okt. 2004 Abkopplung Sojus TMA-4 |
| ISS-Expedition 10 |                     |                                                     |                                                     |                                      |                  |                                      |
|                   | Chiao, Scharipow    | Leroy Chiao (4), CDR Salischan Scharipow (2), BI    | Leroy Chiao (4), CDR Salischan Scharipow (2), BI    | 16. Okt. 2004 Ankopplung Sojus TMA-5 | 191 Tage         | 24. Apr. 2005 Abkopplung Sojus TMA-5 |
| ISS-Expedition 11 |                     |                                                     |                                                     |                                      |                  |                                      |
|                   | Krikaljow, Phillips | Sergei Krikaljow (6), CDR John Phillips (2), BI     | Sergei Krikaljow (6), CDR John Phillips (2), BI     | 17. Apr. 2005 Ankopplung Sojus TMA-6 | 177 Tage         | 10. Okt. 2005 Abkopplung Sojus TMA-6 |
| ISS-Expedition 12 |                     |                                                     |                                                     |                                      |                  |                                      |
|                   | McArthur, Tokarew   | William S. McArthur (4), CDR Waleri Tokarew (2), BI | William S. McArthur (4), CDR Waleri Tokarew (2), BI | 3. Okt. 2005 Ankopplung Sojus TMA-7  | 188 Tage         | 8. Apr. 2006 Abkopplung Sojus TMA-7  |

### Expeditionen 13 bis 19
Am 26. Juli 2005 startete mit der Discovery seit dem Absturz der Columbia erstmals wieder ein Space Shuttle. Fast ein Jahr später brachte die Discovery am 4. Juli 2006 den ESA-Astronauten Thomas Reiter zur ISS, womit die Stammbesatzung wieder auf drei Mitglieder erhöht wurde. Der Austausch des Kommandanten und des ersten Bordingenieurs erfolgte weiterhin mit den Sojus-Raumschiffen, während der zweite Bordingenieur bei den jetzt wieder regelmäßig startenden Shuttle-Missionen ausgetauscht wurde.
Die Expeditionszeiträume entsprachen weiterhin den Anwesenheitszeiträumen der Sojus-Besatzungen, während die Shuttle-Astronauten jeweils zu Zwischenterminen ankamen und teils an zwei Expeditionen teilnahmen. (Die Daten der Expeditionen sind nachfolgend weiter in schwarzer Schrift dargestellt, die davon unabhängigen Daten der Shuttle-Flüge in grau.)
| Emblem                          | Mannschaftsfoto                  | Mitglieder                                               | Mitglieder                                        | Beginn                                | Dauer                            | Ende                                  |
| ISS-Expedition 13               | ISS-Expedition 13                | ISS-Expedition 13                                        | ISS-Expedition 13                                 | ISS-Expedition 13                     | ISS-Expedition 13                | ISS-Expedition 13                     |
| ------------------------------- | -------------------------------- | -------------------------------------------------------- | ------------------------------------------------- | ------------------------------------- | -------------------------------- | ------------------------------------- |
|                                 | Winogradow, Williams             | Pawel Winogradow (2), CDR Jeffrey Williams (2), BI       |                                                   | 1. Apr. 2006 Ankopplung Sojus TMA-8   | 181 Tage                         | 28. Sep. 2006 Abkopplung Sojus TMA-8  |
|                                 | Reiter, Winogradow, Williams     | Pawel Winogradow (2), CDR Jeffrey Williams (2), BI       | Thomas Reiter (2), BI                             | 6. Juli 2006 Ankopplung STS-121       | 166,3 Tage                       | 19. Dez. 2006 Abkopplung STS-116      |
| ISS-Expedition 14               |                                  |                                                          | Thomas Reiter (2), BI                             |                                       |                                  |                                       |
|                                 | Reiter, Lopez-Alegria, Tjurin    | Michael López-Alegría (4), CDR Michail Tjurin (2), BI    | Thomas Reiter (2), BI                             | 20. Sep. 2006 Ankopplung Sojus TMA-9  | 213 Tage                         | 21. Apr. 2007 Abkopplung Sojus TMA-9  |
| Williams, Lopez-Alegria, Tjurin | Sunita Williams (1), BI          | Michael López-Alegría (4), CDR Michail Tjurin (2), BI    | 11. Dez. 2006 Ankopplung STS-116                  | 189,7 Tage                            | 19. Juni 2007 Abkopplung STS-117 |                                       |
| ISS-Expedition 15               | Sunita Williams (1), BI          |                                                          |                                                   |                                       |                                  |                                       |
|                                 | Sunita Williams (1), BI          | Williams, Jurtschichin, Kotow                            | Fjodor Jurtschichin (2), CDR Oleg Kotow (1), BI   | 9. Apr. 2007 Ankopplung Sojus TMA-10  | 194 Tage                         | 21. Okt. 2007 Abkopplung Sojus TMA-10 |
| Anderson, Jurtschichin, Kotow   | Clayton Anderson (1), BI         | 10. Juni 2007 Ankopplung STS-117                         | Fjodor Jurtschichin (2), CDR Oleg Kotow (1), BI   | 147,6 Tage                            | 5. Nov. 2007 Abkopplung STS-120  |                                       |
| ISS-Expedition 16               | Clayton Anderson (1), BI         |                                                          |                                                   |                                       |                                  |                                       |
|                                 | Clayton Anderson (1), BI         | Anderson, Malentschenko, Tani, Eyharts, Whitson, Reisman | Peggy Whitson (2), CDR Juri Malentschenko (4), BI | 12. Okt. 2007 Ankopplung Sojus TMA-11 | 190 Tage                         | 19. Apr. 2008 Abkopplung Sojus TMA-11 |
| Daniel Tani (2), BI             | 25. Okt. 2007 Ankopplung STS-120 | Anderson, Malentschenko, Tani, Eyharts, Whitson, Reisman | Peggy Whitson (2), CDR Juri Malentschenko (4), BI | 116 Tage                              | 18. Feb. 2008 Abkopplung STS-122 |                                       |
| Léopold Eyharts (2), BI         | 9. Feb. 2008 Ankopplung STS-122  | Anderson, Malentschenko, Tani, Eyharts, Whitson, Reisman | Peggy Whitson (2), CDR Juri Malentschenko (4), BI | 044 Tage                              | 25. März 2008 Abkopplung STS-123 |                                       |
| Garrett Reisman (1), BI         | 13. März 2008 Ankopplung STS-123 | Anderson, Malentschenko, Tani, Eyharts, Whitson, Reisman | Peggy Whitson (2), CDR Juri Malentschenko (4), BI | 090 Tage                              | 11. Juni 2008 Abkopplung STS-124 |                                       |
| Garrett Reisman (1), BI         | ISS-Expedition 17                |                                                          |                                                   |                                       |                                  |                                       |
| Garrett Reisman (1), BI         |                                  | Chamitoff, Reisman, Wolkow, Kononenko                    | Sergei Wolkow (1), CDR Oleg Kononenko (1), BI     | 10. Apr. 2008 Ankopplung Sojus TMA-12 | 196 Tage                         | 24. Okt. 2008 Abkopplung Sojus TMA-12 |
| Gregory Chamitoff (1), BI       | 2. Juni 2008 Ankopplung STS-124  | Chamitoff, Reisman, Wolkow, Kononenko                    | Sergei Wolkow (1), CDR Oleg Kononenko (1), BI     | 179 Tage                              | 28. Nov. 2008 Abkopplung STS-126 |                                       |
| Gregory Chamitoff (1), BI       | ISS-Expedition 18                |                                                          |                                                   |                                       |                                  |                                       |
| Gregory Chamitoff (1), BI       |                                  | Wakata, Fincke, Magnus, Lontschakow, Chamitoff           | Michael Fincke (2), CDR Juri Lontschakow (3), BI  | 14. Okt. 2008 Ankopplung Sojus TMA-13 | 176 Tage                         | 8. Apr. 2009 Abkopplung Sojus TMA-13  |
| Sandra Magnus (2), BI           | 16. Nov. 2008 Ankopplung STS-126 | Wakata, Fincke, Magnus, Lontschakow, Chamitoff           | Michael Fincke (2), CDR Juri Lontschakow (3), BI  | 129 Tage                              | 25. März 2009 Abkopplung STS-119 |                                       |
| Kōichi Wakata (3), BI           | 17. März 2009 Ankopplung STS-119 | Wakata, Fincke, Magnus, Lontschakow, Chamitoff           | Michael Fincke (2), CDR Juri Lontschakow (3), BI  | 133 Tage                              | 28. Juli 2009 Abkopplung STS-127 |                                       |
| Kōichi Wakata (3), BI           | ISS-Expedition 19                |                                                          |                                                   |                                       |                                  |                                       |
| Kōichi Wakata (3), BI           |                                  | Barratt, Padalka, Wakata                                 | Gennadi Padalka (3), CDR Michael Barratt (1), BI  | 28. März 2009 Ankopplung Sojus TMA-14 | 062 Tage                         | 29. Mai 2009 Ankopplung Sojus TMA-15  |

### Expeditionen 20 und 21
Von Mai 2009 bis Oktober 2020 bestand die ISS-Besatzung im Normalfall aus sechs Personen. Entsprechend waren auch ständig zwei Sojus-Kapseln als Rückkehr-Fahrzeuge angekoppelt. Alle zwei oder vier Monate wurden drei Besatzungsmitglieder ausgetauscht. Das Kommando ging dann auf einen der verbleibenden Raumfahrer über und die Nummerierung wechselte. Jedes Besatzungsmitglied gehörte also zu zwei Expeditionen. Die Besatzung wurde zum großen Teil mit Sojus-Raumschiffen transportiert, ein Teil wurde zunächst aber weiterhin bei Shuttle-Missionen ausgetauscht.
Ab der Expedition 20 überlappen sich somit die Expeditionszeiträume nicht mehr; stattdessen markiert jeweils die Abkopplung eines Sojus-Raumschiffs den Übergang zur nächsten Expedition. Die Expedition 20 begann letztmals mit der Ankopplung einer Sojus-Kapsel. (Die Ankunftsdaten der Raumfahrer sind daher ab Expedition 21 separat angegeben; aus den Expeditionszeiträumen sind sie nicht mehr ablesbar.)
| Emblem                | Mannschaftsfoto                                                                                 | Mitglieder | Mitglieder                                                                           | Mitglieder                                                                   | Beginn                                | Dauer                            | Ende                                  |  |
| --------------------- | ----------------------------------------------------------------------------------------------- | --- | ------------------------------------------------------------------------------------ | ---------------------------------------------------------------------------- | ------------------------------------- | -------------------------------- | ------------------------------------- |  |
| ISS-Expedition 20     | ISS-Expedition 20                                                                               | Gennadi Padalka (3), CDR Michael Barratt (1), BI                                                                        | Kōichi Wakata (3), BI                                                                |                                                                              |                                       |                                  |                                       |  |
|                       | v. l. n. r.: vorne: De Winne, Padalka, Romanenko, hinten: Thirsk, Barratt, Stott, Kopra, Wakata | Gennadi Padalka (3), CDR Michael Barratt (1), BI                                                                        | Kōichi Wakata (3), BI                                                                | Frank De Winne (2), BI, 21 CDR Roman Romanenko (1), BI Robert Thirsk (2), BI | 29. Mai 2009 Ankopplung Sojus TMA-15  | 134 Tage                         | 11. Okt. 2009 Abkopplung Sojus TMA-14 |  |
| Timothy Kopra (1), BI | v. l. n. r.: vorne: De Winne, Padalka, Romanenko, hinten: Thirsk, Barratt, Stott, Kopra, Wakata | Gennadi Padalka (3), CDR Michael Barratt (1), BI                                                                        | 17. Juli 2009 Ankopplung STS-127                                                     | Frank De Winne (2), BI, 21 CDR Roman Romanenko (1), BI Robert Thirsk (2), BI | 053 Tage                              | 8. Sep. 2009 Abkopplung STS-128  |                                       |  |
| Nicole Stott (1), BI  | v. l. n. r.: vorne: De Winne, Padalka, Romanenko, hinten: Thirsk, Barratt, Stott, Kopra, Wakata | Gennadi Padalka (3), CDR Michael Barratt (1), BI                                                                        | 31. Aug. 2009 Ankopplung STS-128                                                     | Frank De Winne (2), BI, 21 CDR Roman Romanenko (1), BI Robert Thirsk (2), BI | 086 Tage                              | 25. Nov. 2009 Abkopplung STS-129 |                                       |  |
| Nicole Stott (1), BI  | ISS-Expedition 21                                                                               | |                                                                                      | Frank De Winne (2), BI, 21 CDR Roman Romanenko (1), BI Robert Thirsk (2), BI |                                       |                                  |                                       |  |
| Nicole Stott (1), BI  |                                                                                                 | v. l. n. r.: Maxim Surajew, Nicole Stott, Jeffrey Williams, Frank De Winne (Kommandant), Robert Thirsk, Roman Romanenko | Ankunft 2. Okt. 2009 mit Sojus TMA-16 Jeffrey Williams (3), BI Maxim Surajew (1), BI | Frank De Winne (2), BI, 21 CDR Roman Romanenko (1), BI Robert Thirsk (2), BI | 11. Okt. 2009 Abkopplung Sojus TMA-14 | 051 Tage                         | 1. Dez. 2009 Abkopplung Sojus TMA-15  |  |

### Expeditionen 22 bis 42
Durch das Ende des Space-Shuttle-Programms 2011 erfolgt der Austausch der Langzeitbesatzungen bis auf Weiteres ausschließlich über die russischen Sojus-Raumschiffe.
Seit Nr. 21 beginnen die Expeditionen nicht mehr mit der Ankunft neuer Raumfahrer, sondern mit dem Ende der jeweils vorausgehenden Expedition. Die Ankunftszeiten der Teilnehmer sind daher nicht mehr aus den Expeditionsdaten ersichtlich und werden in der Liste separat genannt. Die Aufenthaltsdauer der Raumfahrer kann aus den Sojus-Artikeln oder der Liste der bemannten Missionen zur Internationalen Raumstation entnommen werden; sie stimmt nicht mehr mit der Dauer der Expeditionen überein.
| Emblem            | Mannschaftsfoto | Mitglieder | Mitglieder | Dauer    | Ende                                   |
| ----------------- | --- | --- | --- | -------- | -------------------------------------- |
| ISS-Expedition 22 | ISS-Expedition 22 | Jeffrey Williams (3), CDR Maxim Surajew (1), BI                                                                                      | |          |                                        |
|                   | v. l. n. r.: T.J. Creamer, Jeffrey Williams (Kommandant), Maxim Surajew, Oleg Kotow, Sōichi Noguchi                                                        | Jeffrey Williams (3), CDR Maxim Surajew (1), BI                                                                                      | 22. Dez. 2009 bis 2. Juni 2010 – Sojus TMA-17 Oleg Kotow (2), BI, 23 CDR Sōichi Noguchi (2), BI Timothy Creamer (1), BI         | 107 Tage | 18. März 2010 Abkopplung Sojus TMA-16  |
| ISS-Expedition 23 | | | 22. Dez. 2009 bis 2. Juni 2010 – Sojus TMA-17 Oleg Kotow (2), BI, 23 CDR Sōichi Noguchi (2), BI Timothy Creamer (1), BI         |          |                                        |
|                   | v. l. n. r.: Michail Kornijenko, Tracy Caldwell Dyson, Alexander Skworzow, Oleg Kotow (Kommandant), T.J. Creamer und Sōichi Noguchi                        | 4. April bis 25. Sep. 2010 – Sojus TMA-18 Alexander Skworzow (1), BI, 24 CDR Michail Kornijenko (1), BI Tracy Caldwell Dyson (2), BI | 22. Dez. 2009 bis 2. Juni 2010 – Sojus TMA-17 Oleg Kotow (2), BI, 23 CDR Sōichi Noguchi (2), BI Timothy Creamer (1), BI         | 076 Tage | 2. Juni 2010 Abkopplung Sojus TMA-17   |
| ISS-Expedition 24 | | 4. April bis 25. Sep. 2010 – Sojus TMA-18 Alexander Skworzow (1), BI, 24 CDR Michail Kornijenko (1), BI Tracy Caldwell Dyson (2), BI | |          |                                        |
|                   | v. l. n. r. vorn: Alexander Skworzow (Kommandant) und Shannon Walker, hinten: Doug Wheelock, Tracy Caldwell Dyson, Michail Kornijenko, Fjodor Jurtschichin | 4. April bis 25. Sep. 2010 – Sojus TMA-18 Alexander Skworzow (1), BI, 24 CDR Michail Kornijenko (1), BI Tracy Caldwell Dyson (2), BI | 17. Juni bis 26. Nov. 2010 – Sojus TMA-19 Douglas Wheelock (2), BI, 25 CDR Fjodor Jurtschichin (3), BI Shannon Walker (1), BI   | 115 Tage | 25. Sep. 2010 Abkopplung Sojus TMA-18  |
| ISS-Expedition 25 | | | 17. Juni bis 26. Nov. 2010 – Sojus TMA-19 Douglas Wheelock (2), BI, 25 CDR Fjodor Jurtschichin (3), BI Shannon Walker (1), BI   |          |                                        |
|                   | v. l. n. r.: Oleg Skripotschka, Alexander Kaleri, Scott J. Kelly, Douglas Wheelock (Kommandant), Shannon Walker, Fjodor Jurtschichin                       | 10. Okt. 2010 bis 16. März 2011 – Sojus TMA-01M Scott Kelly (3), BI, 26 CDR Oleg Skripotschka (1), BI Alexander Kaleri (5), BI       | 17. Juni bis 26. Nov. 2010 – Sojus TMA-19 Douglas Wheelock (2), BI, 25 CDR Fjodor Jurtschichin (3), BI Shannon Walker (1), BI   | 062 Tage | 26. Nov. 2010 Abkopplung Sojus TMA-19  |
| ISS-Expedition 26 | | 10. Okt. 2010 bis 16. März 2011 – Sojus TMA-01M Scott Kelly (3), BI, 26 CDR Oleg Skripotschka (1), BI Alexander Kaleri (5), BI       | |          |                                        |
|                   | v. l. n. r.: Oleg Skripotschka, Alexander Kaleri, Dmitri Kondratjew, Paolo Nespoli, Catherine Coleman und Scott Kelly (Kommandant)                         | 10. Okt. 2010 bis 16. März 2011 – Sojus TMA-01M Scott Kelly (3), BI, 26 CDR Oleg Skripotschka (1), BI Alexander Kaleri (5), BI       | 17. Dez. 2010 bis 23. Mai 2011 – Sojus TMA-20 Dmitri Kondratjew (1), BI, 27 CDR Catherine Coleman (3), BI Paolo Nespoli (2), BI | 110 Tage | 16. März 2011 Abkopplung Sojus TMA-01M |
| ISS-Expedition 27 | | | 17. Dez. 2010 bis 23. Mai 2011 – Sojus TMA-20 Dmitri Kondratjew (1), BI, 27 CDR Catherine Coleman (3), BI Paolo Nespoli (2), BI |          |                                        |
|                   | v. l. n. r.: Ronald Garan, Paolo Nespoli, Alexander Samokutajew, Catherine Coleman, Andrei Borissenko und Dmitri Kondratjew (Kommandant)                   | 6. April bis 17. Sep. 2011 – Sojus TMA-21 Andrei Borissenko (1), BI, 28 CDR Alexander Samokutajew (1), BI Ronald Garan (2), BI       | 17. Dez. 2010 bis 23. Mai 2011 – Sojus TMA-20 Dmitri Kondratjew (1), BI, 27 CDR Catherine Coleman (3), BI Paolo Nespoli (2), BI | 069 Tage | 23. Mai 2011 Abkopplung Sojus TMA-20   |
| ISS-Expedition 28 | | 6. April bis 17. Sep. 2011 – Sojus TMA-21 Andrei Borissenko (1), BI, 28 CDR Alexander Samokutajew (1), BI Ronald Garan (2), BI       | |          |                                        |
|                   | v. l. n. r.: Satoshi Furukawa, Mike Fossum, Ron Garan, Alexander Samokutajew, Sergei Wolkow und Andrei Borissenko (Kommandant)                             | 6. April bis 17. Sep. 2011 – Sojus TMA-21 Andrei Borissenko (1), BI, 28 CDR Alexander Samokutajew (1), BI Ronald Garan (2), BI       | 9. Juni bis 21. Nov. 2011 – Sojus TMA-02M Mike Fossum (3), BI, 29 CDR Sergei Wolkow (2), BI Satoshi Furukawa (1), BI            | 115 Tage | 17. Sep. 2011 Abkopplung Sojus TMA-21  |
| ISS-Expedition 29 | | | 9. Juni bis 21. Nov. 2011 – Sojus TMA-02M Mike Fossum (3), BI, 29 CDR Sergei Wolkow (2), BI Satoshi Furukawa (1), BI            |          |                                        |
|                   | v. l. n. r.: Satoshi Furukawa, Mike Fossum (Kommandant), Sergei Wolkow, Anatoli Iwanischin, Daniel Burbank und Anton Schkaplerow                           | 16. Nov. 2011 bis 27. Apr. 2012 – Sojus TMA-22 Dan Burbank (3), BI, 30 CDR Anton Schkaplerow (1), BI Anatoli Iwanischin (1), BI      | 9. Juni bis 21. Nov. 2011 – Sojus TMA-02M Mike Fossum (3), BI, 29 CDR Sergei Wolkow (2), BI Satoshi Furukawa (1), BI            | 067 Tage | 21. Nov. 2011 Abkopplung Sojus TMA-02M |
| ISS-Expedition 30 | | 16. Nov. 2011 bis 27. Apr. 2012 – Sojus TMA-22 Dan Burbank (3), BI, 30 CDR Anton Schkaplerow (1), BI Anatoli Iwanischin (1), BI      | |          |                                        |
|                   | v. l. n. r.: Anton Schkaplerow, Daniel Burbank, Anatoli Iwanischin, André Kuipers, Oleg Kononenko und Donald Pettit                                        | 16. Nov. 2011 bis 27. Apr. 2012 – Sojus TMA-22 Dan Burbank (3), BI, 30 CDR Anton Schkaplerow (1), BI Anatoli Iwanischin (1), BI      | 23. Dez. 2011 bis 1. Juli 2012 – Sojus TMA-03M Oleg Kononenko (2), BI, 31 CDR Donald Pettit (3), BI André Kuipers (2), BI       | 157 Tage | 27. Apr. 2012 Abkopplung Sojus TMA-22  |
| ISS-Expedition 31 | | | 23. Dez. 2011 bis 1. Juli 2012 – Sojus TMA-03M Oleg Kononenko (2), BI, 31 CDR Donald Pettit (3), BI André Kuipers (2), BI       |          |                                        |
|                   | v. l. n. r.: Joseph Acaba, Gennadi Padalka, Sergei Rewin, André Kuipers, Oleg Kononenko und Donald Pettit                                                  | 17. Mai bis 16. Sep. 2012 – Sojus TMA-04M Gennadi Padalka (4), BI, 32 CDR Sergei Rewin (1), BI Joseph Acaba (2), BI                  | 23. Dez. 2011 bis 1. Juli 2012 – Sojus TMA-03M Oleg Kononenko (2), BI, 31 CDR Donald Pettit (3), BI André Kuipers (2), BI       | 065 Tage | 1. Juli 2012 Abkopplung Sojus TMA-03M  |
| ISS-Expedition 32 | | 17. Mai bis 16. Sep. 2012 – Sojus TMA-04M Gennadi Padalka (4), BI, 32 CDR Sergei Rewin (1), BI Joseph Acaba (2), BI                  | |          |                                        |
|                   | v. l. n. r.: Akihiko Hoshide, Juri Malentschenko, Sunita Williams, Joseph Acaba, Gennadi Padalka und Sergei Rewin                                          | 17. Mai bis 16. Sep. 2012 – Sojus TMA-04M Gennadi Padalka (4), BI, 32 CDR Sergei Rewin (1), BI Joseph Acaba (2), BI                  | 17. Juli bis 18. Nov. 2012 – Sojus TMA-05M Sunita Williams (2), BI, 33 CDR Juri Malentschenko (5), BI Akihiko Hoshide (2), BI   | 078 Tage | 16. Sep. 2012 Abkopplung Sojus TMA-04M |
| ISS-Expedition 33 | | | 17. Juli bis 18. Nov. 2012 – Sojus TMA-05M Sunita Williams (2), BI, 33 CDR Juri Malentschenko (5), BI Akihiko Hoshide (2), BI   |          |                                        |
|                   | v. l. n. r.: Sunita Williams, Juri Malentschenko, Akihiko Hoshide, Jewgeni Tarelkin, Oleg Nowizki und Kevin Ford                                           | 25. Okt. 2012 bis 15. März 2013 – Sojus TMA-06M Kevin Ford (2), BI, 34 CDR Oleg Nowizki (1), BI Jewgeni Tarelkin (1), BI             | 17. Juli bis 18. Nov. 2012 – Sojus TMA-05M Sunita Williams (2), BI, 33 CDR Juri Malentschenko (5), BI Akihiko Hoshide (2), BI   | 063 Tage | 18. Nov. 2012 Abkopplung Sojus TMA-05M |
| ISS-Expedition 34 | | 25. Okt. 2012 bis 15. März 2013 – Sojus TMA-06M Kevin Ford (2), BI, 34 CDR Oleg Nowizki (1), BI Jewgeni Tarelkin (1), BI             | |          |                                        |
|                   | v. l. n. r.: Oleg Nowizki, Kevin Ford, Jewgeni Tarelkin, Roman Romanenko, Chris Hadfield und Thomas Marshburn                                              | 25. Okt. 2012 bis 15. März 2013 – Sojus TMA-06M Kevin Ford (2), BI, 34 CDR Oleg Nowizki (1), BI Jewgeni Tarelkin (1), BI             | 21. Dez. 2012 bis 13. Mai 2013 – Sojus TMA-07M Chris Hadfield (3), BI, 35 CDR Roman Romanenko (2), BI Thomas Marshburn (2), BI  | 117 Tage | 15. März 2013 Abkopplung Sojus TMA-06M |
| ISS-Expedition 35 | | | 21. Dez. 2012 bis 13. Mai 2013 – Sojus TMA-07M Chris Hadfield (3), BI, 35 CDR Roman Romanenko (2), BI Thomas Marshburn (2), BI  |          |                                        |
|                   | v. l. n. r.: Alexander Missurkin, Pawel Winogradow, Chris Cassidy, Roman Romanenko, Chris Hadfield und Thomas Marshburn                                    | 29. März bis 10. Sep. 2013 – Sojus TMA-08M Pawel Winogradow (3), BI, 36 CDR Alexander Missurkin (1), BI Chris Cassidy (2), BI        | 21. Dez. 2012 bis 13. Mai 2013 – Sojus TMA-07M Chris Hadfield (3), BI, 35 CDR Roman Romanenko (2), BI Thomas Marshburn (2), BI  | 059 Tage | 13. Mai 2013 Abkopplung Sojus TMA-07M  |
| ISS-Expedition 36 | | 29. März bis 10. Sep. 2013 – Sojus TMA-08M Pawel Winogradow (3), BI, 36 CDR Alexander Missurkin (1), BI Chris Cassidy (2), BI        | |          |                                        |
|                   | v. l. n. r.: Alexander Missurkin, Pawel Winogradow, Chris Cassidy, Luca Parmitano, Fjodor Jurtschichin und Karen Nyberg                                    | 29. März bis 10. Sep. 2013 – Sojus TMA-08M Pawel Winogradow (3), BI, 36 CDR Alexander Missurkin (1), BI Chris Cassidy (2), BI        | 29. Mai bis 10. Nov. 2013 – Sojus TMA-09M Fjodor Jurtschichin (4), BI, 37 CDR Karen Nyberg (2), BI Luca Parmitano (1), BI       | 120 Tage | 10. Sep. 2013 Abkopplung Sojus TMA-08M |
| ISS-Expedition 37 | | | 29. Mai bis 10. Nov. 2013 – Sojus TMA-09M Fjodor Jurtschichin (4), BI, 37 CDR Karen Nyberg (2), BI Luca Parmitano (1), BI       |          |                                        |
|                   | v. l. n. r.: Karen Nyberg, Fjodor Jurtschichin, Luca Parmitano, Michael Hopkins, Oleg Kotow und Sergei Rjazanski                                           | 26. Sep. 2013 bis 11. März 2014 – Sojus TMA-10M Oleg Kotow (3), BI, 38 CDR Sergei Rjasanski (1), BI Michael Hopkins (1), BI          | 29. Mai bis 10. Nov. 2013 – Sojus TMA-09M Fjodor Jurtschichin (4), BI, 37 CDR Karen Nyberg (2), BI Luca Parmitano (1), BI       | 061 Tage | 10. Nov. 2013 Abkopplung Sojus TMA-09M |
| ISS-Expedition 38 | ISS-Expedition 38 | 26. Sep. 2013 bis 11. März 2014 – Sojus TMA-10M Oleg Kotow (3), BI, 38 CDR Sergei Rjasanski (1), BI Michael Hopkins (1), BI          | 7. Nov. 2013 bis 13. Mai 2014 – Sojus TMA-11M Kōichi Wakata (4), BI, 39 CDR Michail Tjurin, (3), BI Richard Mastracchio (4), BI |          |                                        |
|                   | v. l. n. r.: Michail Tjurin, Kōichi Wakata, Richard Mastracchio, Sergei Rjazanski, Oleg Kotow und Michael Hopkins                                          | 26. Sep. 2013 bis 11. März 2014 – Sojus TMA-10M Oleg Kotow (3), BI, 38 CDR Sergei Rjasanski (1), BI Michael Hopkins (1), BI          | 7. Nov. 2013 bis 13. Mai 2014 – Sojus TMA-11M Kōichi Wakata (4), BI, 39 CDR Michail Tjurin, (3), BI Richard Mastracchio (4), BI | 120 Tage | 11. März 2014 Abkopplung Sojus TMA-10M |
| ISS-Expedition 39 | | | 7. Nov. 2013 bis 13. Mai 2014 – Sojus TMA-11M Kōichi Wakata (4), BI, 39 CDR Michail Tjurin, (3), BI Richard Mastracchio (4), BI |          |                                        |
|                   | v. l. n. r.: Oleg Artemjew, Steven Swanson, Alexander Skworzow, Michail Tjurin, Kōichi Wakata und Richard Mastracchio                                      | 27. März bis 10. Sep. 2014 – Sojus TMA-12M Steven Swanson (3), BI, 40 CDR Alexander Skworzow (2), BI Oleg Artemjew (1), BI           | 7. Nov. 2013 bis 13. Mai 2014 – Sojus TMA-11M Kōichi Wakata (4), BI, 39 CDR Michail Tjurin, (3), BI Richard Mastracchio (4), BI | 064 Tage | 13. Mai 2014 Abkopplung Sojus TMA-11M  |
| ISS-Expedition 40 | | 27. März bis 10. Sep. 2014 – Sojus TMA-12M Steven Swanson (3), BI, 40 CDR Alexander Skworzow (2), BI Oleg Artemjew (1), BI           | |          |                                        |
|                   | v. l. n. r.: Alexander Skworzow, Steven Swanson, Oleg Artemjew, Alexander Gerst, Maxim Surajew und Reid Wiseman                                            | 27. März bis 10. Sep. 2014 – Sojus TMA-12M Steven Swanson (3), BI, 40 CDR Alexander Skworzow (2), BI Oleg Artemjew (1), BI           | 29. Mai bis 10. Nov. 2014 – Sojus TMA-13M Maxim Surajew (2), BI, 41 CDR Reid Wiseman (1), BI Alexander Gerst (1), BI            | 120 Tage | 10. Sep. 2014 Abkopplung Sojus TMA-12M |
| ISS-Expedition 41 | | | 29. Mai bis 10. Nov. 2014 – Sojus TMA-13M Maxim Surajew (2), BI, 41 CDR Reid Wiseman (1), BI Alexander Gerst (1), BI            |          |                                        |
|                   | v. l. n. r.: Reid Wiseman, Alexander Gerst, Maxim Surajew, Barry Wilmore, Alexander Samokutjajew und Jelena Serowa                                         | 26. Sep. 2014 bis 11. März 2015 – Sojus TMA-14M Barry Wilmore (2), BI, 42 CDR Alexander Samokutjajew (2), BI Jelena Serowa (1), BI   | 29. Mai bis 10. Nov. 2014 – Sojus TMA-13M Maxim Surajew (2), BI, 41 CDR Reid Wiseman (1), BI Alexander Gerst (1), BI            | 060 Tage | 10. Nov. 2014 Abkopplung Sojus TMA-13M |
| ISS-Expedition 42 | | 26. Sep. 2014 bis 11. März 2015 – Sojus TMA-14M Barry Wilmore (2), BI, 42 CDR Alexander Samokutjajew (2), BI Jelena Serowa (1), BI   | |          |                                        |
|                   | v. l. n. r.: Jelena Serowa, Barry Wilmore, Alexander Samokutjajew, Anton Schkaplerow, Terry Virts und Samantha Cristoforetti                               | 26. Sep. 2014 bis 11. März 2015 – Sojus TMA-14M Barry Wilmore (2), BI, 42 CDR Alexander Samokutjajew (2), BI Jelena Serowa (1), BI   | 24. Nov. 2014 bis 11. Juni 2015 – Sojus TMA-15M Terry Virts (2), BI Anton Schkaplerow (2), BI Samantha Cristoforetti (1), BI    | 122 Tage | 11. März 2015 Abkopplung Sojus TMA-14M |

### Expeditionen 43 bis 46 (mit Jahresmission)
Als einmaliges Experiment im Rahmen der NASA Twins Study wurde die Einsatzzeit von Michail Kornijenko und Scott Kelly von sechs auf zwölf Monate verlängert. Dadurch wurden zwei Plätze für Kurzzeitaufenthalte frei, die von dem Dänen Andreas Mogensen und dem Kasachen Aidyn Aimbetow besetzt wurden.
| Emblem                          | Mannschaftsfoto | Mitglieder                                                    | Mitglieder                                                                                                   | Mitglieder | Dauer    | Ende                                   |
| ------------------------------- | --- | ------------------------------------------------------------- | --- | --- | -------- | -------------------------------------- |
| ISS-Expedition 43               | ISS-Expedition 43 | ISS-Expedition 43                                             | ISS-Expedition 43                                                                                            | Terry Virts (2), CDR Anton Schkaplerow (2), BI Samantha Cristoforetti (1), BI                                          |          |                                        |
|                                 | v. l. n. r.: Gennadi Padalka, Scott Kelly, Anton Schkaplerow, Samantha Cristoforetti, Michail Kornijenko und Terry Virts | 28. März bis 11. Sep. 2015 – Sojus TMA-16M                    | 28. März bis 11. Sep. 2015 – Sojus TMA-16M                                                                   | Terry Virts (2), CDR Anton Schkaplerow (2), BI Samantha Cristoforetti (1), BI                                          | 091 Tage | 11. Juni 2015 Abkopplung Sojus TMA-15M |
| Gennadi Padalka (5), BI, 44 CDR | v. l. n. r.: Gennadi Padalka, Scott Kelly, Anton Schkaplerow, Samantha Cristoforetti, Michail Kornijenko und Terry Virts | Scott Kelly (4), BI, 45 und 46 CDR Michail Kornijenko (2), BI | | Terry Virts (2), CDR Anton Schkaplerow (2), BI Samantha Cristoforetti (1), BI                                          | 091 Tage | 11. Juni 2015 Abkopplung Sojus TMA-15M |
| Gennadi Padalka (5), BI, 44 CDR | ISS-Expedition 44 | Scott Kelly (4), BI, 45 und 46 CDR Michail Kornijenko (2), BI | | |          |                                        |
| Gennadi Padalka (5), BI, 44 CDR | | Scott Kelly (4), BI, 45 und 46 CDR Michail Kornijenko (2), BI | v. l. n. r.: Kjell Lindgren, Oleg Kononenko, Kimiya Yui, Scott Kelly, Gennadi Padalka und Michail Kornijenko | 23. Juli bis 11. Dez. 2015 – Sojus TMA-17M Oleg Kononenko (3), BI Kimiya Yui (1), BI Kjell Lindgren (1), BI            | 090 Tage | 11. Sep. 2015 Abkopplung Sojus TMA-16M |
| ISS-Expedition 45               | ISS-Expedition 45 | Scott Kelly (4), BI, 45 und 46 CDR Michail Kornijenko (2), BI | 4. Sept. 2015 bis 2. März 2016 – Sojus TMA-18M Sergei Wolkow (3), BI                                         | 23. Juli bis 11. Dez. 2015 – Sojus TMA-17M Oleg Kononenko (3), BI Kimiya Yui (1), BI Kjell Lindgren (1), BI            |          |                                        |
|                                 | v. l. n. r.: Scott Kelly, Sergei Wolkow, Michail Kornijenko, Kjell Lindgren, Oleg Kononenko und Kimiya Yui               | Scott Kelly (4), BI, 45 und 46 CDR Michail Kornijenko (2), BI | 4. Sept. 2015 bis 2. März 2016 – Sojus TMA-18M Sergei Wolkow (3), BI                                         | 23. Juli bis 11. Dez. 2015 – Sojus TMA-17M Oleg Kononenko (3), BI Kimiya Yui (1), BI Kjell Lindgren (1), BI            | 091 Tage | 11. Dez. 2015 Abkopplung Sojus TMA-17M |
| ISS-Expedition 46               | | Scott Kelly (4), BI, 45 und 46 CDR Michail Kornijenko (2), BI | 4. Sept. 2015 bis 2. März 2016 – Sojus TMA-18M Sergei Wolkow (3), BI                                         | |          |                                        |
|                                 | v. l. n. r.: Scott Kelly, Sergei Wolkow, Michail Kornijenko, Timothy Kopra, Timothy Peake und Juri Malentschenko         | Scott Kelly (4), BI, 45 und 46 CDR Michail Kornijenko (2), BI | 4. Sept. 2015 bis 2. März 2016 – Sojus TMA-18M Sergei Wolkow (3), BI                                         | 15. Dez. 2015 bis 18. Juni 2016 – Sojus TMA-19M Timothy Kopra (2), BI Timothy Peake (1), BI Juri Malentschenko (6), BI | 082 Tage | 2. März 2016 Abkopplung Sojus TMA-18M  |
|                                 | |                                                               | | 15. Dez. 2015 bis 18. Juni 2016 – Sojus TMA-19M Timothy Kopra (2), BI Timothy Peake (1), BI Juri Malentschenko (6), BI | 082 Tage | 2. März 2016 Abkopplung Sojus TMA-18M  |

### Expeditionen 47 bis 58
| Emblem            | Mannschaftsfoto | Mitglieder | Mitglieder | Dauer    | Ende                                             |
| ----------------- | --- | --- | --- | -------- | ------------------------------------------------ |
| ISS-Expedition 47 | ISS-Expedition 47 | ISS-Expedition 47 | Timothy Kopra (2), CDR Timothy Peake (1), BI Juri Malentschenko (6), BI                                                                        |          |                                                  |
|                   | v. l. n. r.: Oleg Skripotschka, Jeffrey Williams, Alexei Owtschinin, Timothy Peake, Timothy Kopra und Juri Malentschenko                   | 19. März bis 6. Sep. 2016 – Sojus TMA-20 Jeffrey Williams (4), BI, 48 CDR Alexei Owtschinin (1), BI Oleg Skripotschka (2), BI                                                                                    | Timothy Kopra (2), CDR Timothy Peake (1), BI Juri Malentschenko (6), BI                                                                        | 108 Tage | 18. Juni 2016 Abkopplung Sojus TMA-19M           |
| ISS-Expedition 48 | | 19. März bis 6. Sep. 2016 – Sojus TMA-20 Jeffrey Williams (4), BI, 48 CDR Alexei Owtschinin (1), BI Oleg Skripotschka (2), BI                                                                                    | |          |                                                  |
|                   | v. l. n. r.: Oleg Skripotschka, Jeffrey Williams, Alexei Owtschinin, Takuya Ōnishi, Anatoli Iwanischin und Kathleen Rubins                 | 19. März bis 6. Sep. 2016 – Sojus TMA-20 Jeffrey Williams (4), BI, 48 CDR Alexei Owtschinin (1), BI Oleg Skripotschka (2), BI                                                                                    | 9. Juli bis 30. Okt. 2016 – Sojus MS-01 Anatoli Iwanischin (2), BI, 49 CDR Takuya Ōnishi (1), BI Kathleen Rubins (1), BI                       | 081 Tage | 6. Sep. 2016 Abkopplung Sojus TMA-20M            |
| ISS-Expedition 49 | | | 9. Juli bis 30. Okt. 2016 – Sojus MS-01 Anatoli Iwanischin (2), BI, 49 CDR Takuya Ōnishi (1), BI Kathleen Rubins (1), BI                       |          |                                                  |
|                   | v. l. n. r.: Sergei Ryschikow, Shane Kimbrough, Andrei Borissenko, Kathleen Rubins, Anatoli Iwanischin und Takuya Ōnishi                   | 21. Okt. 2016 bis 10. Apr. 2017 – Sojus MS-02 Shane Kimbrough (2), BI, 50 CDR Andrei Borissenko (2), BI Sergei Ryschikow (1), BI                                                                                 | 9. Juli bis 30. Okt. 2016 – Sojus MS-01 Anatoli Iwanischin (2), BI, 49 CDR Takuya Ōnishi (1), BI Kathleen Rubins (1), BI                       | 053 Tage | 30. Okt. 2016 Abkopplung Sojus MS-01             |
| ISS-Expedition 50 | | 21. Okt. 2016 bis 10. Apr. 2017 – Sojus MS-02 Shane Kimbrough (2), BI, 50 CDR Andrei Borissenko (2), BI Sergei Ryschikow (1), BI                                                                                 | |          |                                                  |
|                   | v. l. n. r.: Andrei Borissenko, Shane Kimbrough, Sergei Ryschikow, Thomas Pesquet, Peggy Whitson und Oleg Nowizki                          | 21. Okt. 2016 bis 10. Apr. 2017 – Sojus MS-02 Shane Kimbrough (2), BI, 50 CDR Andrei Borissenko (2), BI Sergei Ryschikow (1), BI                                                                                 | 19. Nov. 2016 bis 2. Juni 2017 – Sojus MS-03 Peggy Whitson (3), BI, 51 CDR Oleg Nowizki (2), BI Thomas Pesquet (1), BI                         | 162 Tage | 10. Apr. 2017 Abkopplung Sojus MS-02             |
| ISS-Expedition 51 | | | 19. Nov. 2016 bis 2. Juni 2017 – Sojus MS-03 Peggy Whitson (3), BI, 51 CDR Oleg Nowizki (2), BI Thomas Pesquet (1), BI                         |          |                                                  |
|                   | v. l. n. r.: Jack Fischer, Fjodor Jurtschichin, Thomas Pesquet, Peggy Whitson und Oleg Nowizki                                             | 20. April bis 2. Sep. 2017 – Sojus MS-04 Fjodor Jurtschichin (5), BI, 52 CDR Jack Fischer (1), BI | 19. Nov. 2016 bis 2. Juni 2017 – Sojus MS-03 Peggy Whitson (3), BI, 51 CDR Oleg Nowizki (2), BI Thomas Pesquet (1), BI                         | 053 Tage | 2. Juni 2017 Abkopplung Sojus MS-03 ohne Whitson |
| ISS-Expedition 52 | ISS-Expedition 52 | 20. April bis 2. Sep. 2017 – Sojus MS-04 Fjodor Jurtschichin (5), BI, 52 CDR Jack Fischer (1), BI | Peggy Whitson (3), BI 28. Juli bis 14. Dez. 2017 – Sojus MS-05 Randolph Bresnik (2), BI, 53 CDR Sergei Rjasanski (2), BI Paolo Nespoli (3), BI |          |                                                  |
|                   | v. l. n. r.: Jack Fischer, Fjodor Jurtschichin, Peggy Whitson, Paolo Nespoli, Randolph Bresnik und Sergei Rjasanski                        | 20. April bis 2. Sep. 2017 – Sojus MS-04 Fjodor Jurtschichin (5), BI, 52 CDR Jack Fischer (1), BI | Peggy Whitson (3), BI 28. Juli bis 14. Dez. 2017 – Sojus MS-05 Randolph Bresnik (2), BI, 53 CDR Sergei Rjasanski (2), BI Paolo Nespoli (3), BI | 092 Tage | 2. Sep. 2017 Abkopplung Sojus MS-04 mit Whitson  |
| ISS-Expedition 53 | | | Peggy Whitson (3), BI 28. Juli bis 14. Dez. 2017 – Sojus MS-05 Randolph Bresnik (2), BI, 53 CDR Sergei Rjasanski (2), BI Paolo Nespoli (3), BI |          |                                                  |
|                   | v. l. n. r.: Joseph Acaba, Alexander Missurkin, Mark Vande Hei, Sergei Rjasanski, Randolph Bresnik und Paolo Nespoli                       | 13. Sep. 2017 bis 27. Feb. 2018 – Sojus MS-06 Alexander Missurkin (2), BI, 54 CDR Mark Vande Hei (1), BI Joseph Acaba (3), BI                                                                                    | Peggy Whitson (3), BI 28. Juli bis 14. Dez. 2017 – Sojus MS-05 Randolph Bresnik (2), BI, 53 CDR Sergei Rjasanski (2), BI Paolo Nespoli (3), BI | 102 Tage | 14. Dez. 2017 Abkopplung Sojus MS-05             |
| ISS-Expedition 54 | | 13. Sep. 2017 bis 27. Feb. 2018 – Sojus MS-06 Alexander Missurkin (2), BI, 54 CDR Mark Vande Hei (1), BI Joseph Acaba (3), BI                                                                                    | |          |                                                  |
|                   | v. l. n. r.: Joseph Acaba, Mark Vande Hei, Alexander Missurkin, Anton Schkaplerow, Scott Tingle und Norishige Kanai                        | 13. Sep. 2017 bis 27. Feb. 2018 – Sojus MS-06 Alexander Missurkin (2), BI, 54 CDR Mark Vande Hei (1), BI Joseph Acaba (3), BI                                                                                    | 19. Dez. 2017 bis 3. Juni 2018 – Sojus MS-07 Anton Schkaplerow (3), BI, 55 CDR Scott Tingle (1), BI Norishige Kanai (1), BI                    | 75 Tage  | 27. Feb. 2018 Abkopplung Sojus MS-06             |
| ISS-Expedition 55 | | | 19. Dez. 2017 bis 3. Juni 2018 – Sojus MS-07 Anton Schkaplerow (3), BI, 55 CDR Scott Tingle (1), BI Norishige Kanai (1), BI                    |          |                                                  |
|                   | v. l. n. r.: sitzend: Scott Tingle, Anton Schkaplerow und Norishige Kanai hinten stehend: Richard Arnold, Andrew Feustel und Oleg Artemjew | 23. März bis 4. Okt. 2018 – Sojus MS-08 Andrew Feustel (3), BI, 56 CDR Oleg Artemjew (2), BI Richard Arnold (2), BI                                                                                              | 19. Dez. 2017 bis 3. Juni 2018 – Sojus MS-07 Anton Schkaplerow (3), BI, 55 CDR Scott Tingle (1), BI Norishige Kanai (1), BI                    | 095 Tage | 3. Juni 2018 Abkopplung Sojus MS-07              |
| ISS-Expedition 56 | | 23. März bis 4. Okt. 2018 – Sojus MS-08 Andrew Feustel (3), BI, 56 CDR Oleg Artemjew (2), BI Richard Arnold (2), BI                                                                                              | |          |                                                  |
|                   | v. l. n. r.: Oleg Artemjew, Andrew Feustel, Richard Arnold, Sergei Prokopjew, Alexander Gerst und Serena Auñón-Chancellor                  | 23. März bis 4. Okt. 2018 – Sojus MS-08 Andrew Feustel (3), BI, 56 CDR Oleg Artemjew (2), BI Richard Arnold (2), BI                                                                                              | 8. Juni bis 20. Dez. 2018 – Sojus MS-09 Alexander Gerst (2), BI, 57 CDR Sergei Prokopjew (1), BI Serena Auñón-Chancellor (1), BI               | 123 Tage | 4. Okt. 2018 Abkopplung Sojus MS-08              |
| ISS-Expedition 57 | | | 8. Juni bis 20. Dez. 2018 – Sojus MS-09 Alexander Gerst (2), BI, 57 CDR Sergei Prokopjew (1), BI Serena Auñón-Chancellor (1), BI               |          |                                                  |
|                   | Die ursprünglich geplante Mannschaft | ab 11. Okt. 2018 – Sojus MS-10 Alexei Owtschinin (2), BI, 58 CDR Nick Hague (1), BI 3. Dez. 2018 bis 24. Juni 2019 – Sojus MS-11 Oleg Kononenko (4), BI, 58 CDR David Saint-Jacques (1), BI Anne McClain (1), BI | 8. Juni bis 20. Dez. 2018 – Sojus MS-09 Alexander Gerst (2), BI, 57 CDR Sergei Prokopjew (1), BI Serena Auñón-Chancellor (1), BI               | 077 Tage | 20. Dez. 2018 Abkopplung Sojus MS-09             |
| ISS-Expedition 58 | | ab 11. Okt. 2018 – Sojus MS-10 Alexei Owtschinin (2), BI, 58 CDR Nick Hague (1), BI 3. Dez. 2018 bis 24. Juni 2019 – Sojus MS-11 Oleg Kononenko (4), BI, 58 CDR David Saint-Jacques (1), BI Anne McClain (1), BI | |          |                                                  |
|                   | v. l. n. r.: Anne McClain, Oleg Kononenko und David Saint-Jacques                                                                          | ab 11. Okt. 2018 – Sojus MS-10 Alexei Owtschinin (2), BI, 58 CDR Nick Hague (1), BI 3. Dez. 2018 bis 24. Juni 2019 – Sojus MS-11 Oleg Kononenko (4), BI, 58 CDR David Saint-Jacques (1), BI Anne McClain (1), BI | | 084 Tage | 15. März 2019 Ankopplung Sojus MS-12             |

Der Start des Raumschiffs Sojus MS-10 am 11. Oktober 2018 musste wegen eines Problems bei der ersten Stufentrennung abgebrochen werden; Alexei Owtschinin und Nick Hague landeten unversehrt in Kasachstan. Als Ersatz für die Mannschaft der Expedition 57 diente die Crew des vorgezogenen Flugs Sojus MS-11, deren Aufenthaltsdauer sich auf drei Expeditionen verlängerte.

### Expeditionen 59 bis 62
Durch Verzögerungen bei der Fertigstellung der beiden neuen US-Raumschiffe Crew Dragon und CST-100 Starliner ergaben sich einige Änderungen in der Mannschaftsplanung. Der Aufenthaltszeitraum von Christina Koch und Andrew Morgan wurde vorsorglich auf drei Expeditionen verlängert, damit das amerikanische Segment der Raumstation in jedem Fall mit mindestens einem Astronauten besetzt bleiben konnte. Später erwarb die NASA auch je einen Sitz für einen zweiten nichtrussischen Astronauten auf den Flügen Sojus MS-12 bis Sojus MS-18.
| Emblem                                                                   | Mannschaftsfoto                                                                                                  | Mitglieder | Mitglieder | Mitglieder | Mitglieder | Dauer                                           | Ende                                 |
| ------------------------------------------------------------------------ | --- | --- | --- | --- | --- | ----------------------------------------------- | ------------------------------------ |
| ISS-Expedition 59                                                        | ISS-Expedition 59                                                                                                | Oleg Kononenko (4), CDR David Saint-Jacques (1), BI Anne McClain (1), BI                                      | Oleg Kononenko (4), CDR David Saint-Jacques (1), BI Anne McClain (1), BI                                      | | |                                                 |                                      |
|                                                                          | v. l. n. r.: David Saint-Jacques, Anne McClain, Oleg Kononenko, Alexei Owtschinin, Nick Hague und Christina Koch | Oleg Kononenko (4), CDR David Saint-Jacques (1), BI Anne McClain (1), BI                                      | Oleg Kononenko (4), CDR David Saint-Jacques (1), BI Anne McClain (1), BI                                      | 15. März bis 3. Okt. 2019 – Sojus MS-12                                                                       | 15. März bis 3. Okt. 2019 – Sojus MS-12                                                                            | 102 Tage                                        | 24. Juni 2019 Abkopplung Sojus MS-11 |
| Christina Koch (1), BI 328 Tage – längster Weltraumaufenthalt einer Frau | v. l. n. r.: David Saint-Jacques, Anne McClain, Oleg Kononenko, Alexei Owtschinin, Nick Hague und Christina Koch | Oleg Kononenko (4), CDR David Saint-Jacques (1), BI Anne McClain (1), BI                                      | Oleg Kononenko (4), CDR David Saint-Jacques (1), BI Anne McClain (1), BI                                      | Alexei Owtschinin (4), BI, 60 CDR Nick Hague (1), BI                                                          | | 102 Tage                                        | 24. Juni 2019 Abkopplung Sojus MS-11 |
| Christina Koch (1), BI 328 Tage – längster Weltraumaufenthalt einer Frau | ISS-Expedition 60                                                                                                | | | Alexei Owtschinin (4), BI, 60 CDR Nick Hague (1), BI                                                          | |                                                 |                                      |
| Christina Koch (1), BI 328 Tage – längster Weltraumaufenthalt einer Frau | | v. l. i. Uzs.: Koch, Owtschinin, Hague, Parmitano, Skworzow und Morgan                                        | 20. Juli 2019 bis 6. Feb. 2020 – Sojus MS-13                                                                  | 20. Juli 2019 bis 6. Feb. 2020 – Sojus MS-13                                                                  | 0100 Tage | 3. Okt. 2019 Abkopplung Sojus MS-12             |                                      |
| Christina Koch (1), BI 328 Tage – längster Weltraumaufenthalt einer Frau | Andrew Morgan (1), BI                                                                                            | v. l. i. Uzs.: Koch, Owtschinin, Hague, Parmitano, Skworzow und Morgan                                        | Luca Parmitano (2), BI, 61 CDR Alexander Skworzow (3), BI                                                     | Alexei Owtschinin (4), BI, 60 CDR Nick Hague (1), BI                                                          | 0100 Tage | 3. Okt. 2019 Abkopplung Sojus MS-12             |                                      |
| Christina Koch (1), BI 328 Tage – längster Weltraumaufenthalt einer Frau | Andrew Morgan (1), BI                                                                                            | ISS-Expedition 61                                                                                             | ISS-Expedition 61                                                                                             | 25. Sep. 2019 bis 17. Apr. 2020 – Sojus MS-15 Oleg Skripotschka (3), BI, 62 CDR Jessica Meir (1), BI          | |                                                 |                                      |
| Christina Koch (1), BI 328 Tage – längster Weltraumaufenthalt einer Frau | Andrew Morgan (1), BI                                                                                            | | Luca Parmitano (2), BI, 61 CDR Alexander Skworzow (3), BI                                                     | 25. Sep. 2019 bis 17. Apr. 2020 – Sojus MS-15 Oleg Skripotschka (3), BI, 62 CDR Jessica Meir (1), BI          | v. l. n. r.: Andrew Morgan, Alexander Skworzow, Luca Parmitano, Oleg Skripotschka, Jessica Meir und Christina Koch | ,0126 Tage                                      | 6. Feb. 2020 Abkopplung Sojus MS-13  |
| ISS-Expedition 62                                                        | Andrew Morgan (1), BI                                                                                            | | | 25. Sep. 2019 bis 17. Apr. 2020 – Sojus MS-15 Oleg Skripotschka (3), BI, 62 CDR Jessica Meir (1), BI          | |                                                 |                                      |
|                                                                          | Andrew Morgan (1), BI                                                                                            | v. l. n. r.: Andrew Morgan, Chris Cassidy, Anatoli Iwanschin, Oleg Skripotschka, Jessica Meir und Iwan Wagner | 9. April bis 21. Okt. 2020 – Sojus MS-16 Chris Cassidy (3), BI Anatoli Iwanischin (3), BI Iwan Wagner (1), BI | 9. April bis 21. Okt. 2020 – Sojus MS-16 Chris Cassidy (3), BI Anatoli Iwanischin (3), BI Iwan Wagner (1), BI | 71 Tage | 17. Apr. 2020 Abkopplung Sojus MS-15 mit Morgan |                                      |

### Ab Expedition 63 (mit Jahresmissionen)
Seit Expedition 63 beträgt die Dauer der Expeditionen wieder ungefähr ein halbes Jahr. Der Wechsel findet im Frühling und im Herbst statt. Die Aufenthalte von Pjotr Dubrow, Mark Vande Hei, Oleg Kononenko und Nikolai Tschub wurden allerdings auf jeweils ein Jahr verlängert, um auf dem Sojus-Flügen MS-18, MS-19, MS-24 und MS-25 Plätze für insgesamt vier Kurzzeitbesucher freizumachen. Wegen eines Defekts im Kühlsystem von Sojus MS-22 mussten zudem Sergei Prokopjew, Dmitri Petelin und Francisco Rubio ein Jahr lang auf der ISS verweilen, bis das Ersatzraumschiff Sojus MS-23 verfügbar war. Mit einer Missionsdauer von 370 Tagen stellten sie einen neuen Rekord für den längsten ISS-Aufenthalt auf.
Die aktuelle Expedition 73 begann am 19. April 2025 mit dem Abkoppeln von Sojus MS-26 von der ISS und wird voraussichtlich im Dezember 2025 mit dem Abkoppeln von Sojus MS-27 enden.
| Emblem | Mannschaftsfoto | Mitglieder | Mitglieder | Mitglieder | Dauer                                                           | Ende                                                            |
| --- | --- | --- | --- | --- | --------------------------------------------------------------- | --------------------------------------------------------------- |
| ISS-Expedition 63 | ISS-Expedition 63 | Chris Cassidy (3), 63 CDR Anatoli Iwanischin (3), BI Iwan Wagner (1), BI                                                                                 | | |                                                                 |                                                                 |
| | V. l. n. r.: Chris Cassidy, Anatoli Iwanischin und Iwan Wagner | Chris Cassidy (3), 63 CDR Anatoli Iwanischin (3), BI Iwan Wagner (1), BI                                                                                 | 31. Mai bis 1. Aug. 2020 – SpX-DM2 Douglas Hurley (3), BI Robert Behnken (3), BI                                                   | 31. Mai bis 1. Aug. 2020 – SpX-DM2 Douglas Hurley (3), BI Robert Behnken (3), BI                                                   | 188 Tage                                                        | 21. Okt. 2020 Abkopplung Sojus MS-16                            |
| | | Chris Cassidy (3), 63 CDR Anatoli Iwanischin (3), BI Iwan Wagner (1), BI                                                                                 | | | 188 Tage                                                        | 21. Okt. 2020 Abkopplung Sojus MS-16                            |
| ISS-Expedition 64 | ISS-Expedition 64 | ISS-Expedition 64 | 14. Okt. 2020 bis 17. April 2021 – Sojus MS-17 Sergei Ryschikow (2), 64 CDR Sergei Kud-Swertschkow (1), BI Kathleen Rubins (2), BI | 14. Okt. 2020 bis 17. April 2021 – Sojus MS-17 Sergei Ryschikow (2), 64 CDR Sergei Kud-Swertschkow (1), BI Kathleen Rubins (2), BI |                                                                 |                                                                 |
| | V. l. n. r.: Kate Rubins, Victor Glover, Sōichi Noguchi, Sergei Ryschikow (Kommandant), Michael Hopkins, Shannon Walker und Sergei Kud-Swertschkow                                     | 17. Nov. 2020 bis 2. Mai 2021 – SpaceX Crew-1 Michael Hopkins (2), BI Victor Glover (1), BI Shannon Walker (2), BI, 65 CDR Sōichi Noguchi (3), BI        | 14. Okt. 2020 bis 17. April 2021 – Sojus MS-17 Sergei Ryschikow (2), 64 CDR Sergei Kud-Swertschkow (1), BI Kathleen Rubins (2), BI | 14. Okt. 2020 bis 17. April 2021 – Sojus MS-17 Sergei Ryschikow (2), 64 CDR Sergei Kud-Swertschkow (1), BI Kathleen Rubins (2), BI | 177 Tage                                                        | 17. Apr. 2021 Abkopplung Sojus MS-17                            |
| ISS-Expedition 65 | ISS-Expedition 65 | 17. Nov. 2020 bis 2. Mai 2021 – SpaceX Crew-1 Michael Hopkins (2), BI Victor Glover (1), BI Shannon Walker (2), BI, 65 CDR Sōichi Noguchi (3), BI        | 9. April bis 17. Okt. 2021 – Sojus MS-18                                                                                           | 9. April bis 17. Okt. 2021 – Sojus MS-18                                                                                           |                                                                 |                                                                 |
| | V. l. n. r.: Pjotr Dubrow, Shane Kimbrough, Megan McArthur, Thomas Pesquet, Aki Hoshide, Oleg Nowizki und Mark Vande Hei                                                               | 24. April bis 8. Nov. 2021 – SpaceX Crew-2 Shane Kimbrough (3), BI Megan McArthur (2), BI Akihiko Hoshide (3), 65 CDR, BI Thomas Pesquet (2), BI, 66 CDR | Pjotr Dubrow (1), BI Mark Vande Hei (2), BI                                                                                        | Oleg Nowizki (3), BI | 183 Tage                                                        | 17. Okt. 2021 Abkopplung Sojus MS-18 ohne Dubrow ohne Vande Hei |
| ISS-Expedition 66 | ISS-Expedition 66 | 24. April bis 8. Nov. 2021 – SpaceX Crew-2 Shane Kimbrough (3), BI Megan McArthur (2), BI Akihiko Hoshide (3), 65 CDR, BI Thomas Pesquet (2), BI, 66 CDR | 5. Okt. 2021 bis 30. März 2022 – Sojus MS-19                                                                                       | 5. Okt. 2021 bis 30. März 2022 – Sojus MS-19                                                                                       |                                                                 |                                                                 |
| | V. l. n. r.: Raja Chari, Thomas Marshburn, Matthias Maurer, Anton Schkaplerow, Pjotr Dubrow, Kayla Barron, Mark Vande Hei                                                              | 11. Nov. 2021 bis 5. Mai 2022 – SpaceX Crew-3 Thomas Marshburn (3), BI, 67 CDR Raja Chari (1), BI Kayla Barron (1), BI Matthias Maurer (1), BI           | Anton Schkaplerow (4), BI, 66 CDR                                                                                                  | Anton Schkaplerow (4), BI, 66 CDR                                                                                                  | 164 Tage                                                        | 30. März 2022 Abkopplung Sojus MS-19                            |
| ISS-Expedition 67 | ISS-Expedition 67 | 11. Nov. 2021 bis 5. Mai 2022 – SpaceX Crew-3 Thomas Marshburn (3), BI, 67 CDR Raja Chari (1), BI Kayla Barron (1), BI Matthias Maurer (1), BI           | 18. März bis 29. Sep. 2022 – Sojus MS-21                                                                                           | 18. März bis 29. Sep. 2022 – Sojus MS-21                                                                                           |                                                                 |                                                                 |
| | V. l. n. r.: Robert Hines, Samantha Cristoforetti, Denis Matveev, Oleg Artemyev, Sergey Korsakov, Jessica Watkins, Kjell Lindgren                                                      | 27. April bis 14. Okt. 2022 – SpaceX Crew-4 Samantha Cristoforetti (2), BI, 68 CDR Kjell Lindgren (2), BI Robert Hines (1), BI Jessica Watkins (1), BI   | Oleg Artemjew (3), BI, CDR Denis Matwejew (1), BI Sergei Wladimirowitsch Korsakow (1), BI                                          | Oleg Artemjew (3), BI, CDR Denis Matwejew (1), BI Sergei Wladimirowitsch Korsakow (1), BI                                          | 183 Tage                                                        | 29. Sep. 2022 Abkopplung Sojus MS-21                            |
| ISS-Expedition 68 | ISS-Expedition 68 | 27. April bis 14. Okt. 2022 – SpaceX Crew-4 Samantha Cristoforetti (2), BI, 68 CDR Kjell Lindgren (2), BI Robert Hines (1), BI Jessica Watkins (1), BI   | 21. Sep. 2022 bis 28. März 2023 – Sojus MS-22                                                                                      | 21. Sep. 2022 bis 28. März 2023 – Sojus MS-22                                                                                      |                                                                 |                                                                 |
| | V. l. n. r.: Frank Rubio, Dmitri Petelin, Koichi Wakata, Josh Cassada, Nicole Mann, Sergey Prokopyev, Anna Kikina                                                                      | 5. Okt. 2022 bis 12. März 2023 – SpaceX Crew-5 Nicole Mann (1), BI Josh A. Cassada (1), BI Kōichi Wakata (5), BI Anna Kikina (1), BI                     | Sergei Prokopjew (2), 68–69 CDR Dmitri Petelin (1), BI Francisco Rubio (1), BI                                                     | Sergei Prokopjew (2), 68–69 CDR Dmitri Petelin (1), BI Francisco Rubio (1), BI                                                     | 180 Tage                                                        | 28. März 2023 Abkopplung Sojus MS-22 (unbemannt)                |
| 3. März bis 4. Sep. 2023 – SpaceX Crew-6 Stephen Bowen (4), BI Warren Hoburg (1), BI Sultan al-Nejadi (1), BI Andrej Fedjajew (1), BI                                                                                    | V. l. n. r.: Frank Rubio, Dmitri Petelin, Koichi Wakata, Josh Cassada, Nicole Mann, Sergey Prokopyev, Anna Kikina                                                                      | | Sergei Prokopjew (2), 68–69 CDR Dmitri Petelin (1), BI Francisco Rubio (1), BI                                                     | Sergei Prokopjew (2), 68–69 CDR Dmitri Petelin (1), BI Francisco Rubio (1), BI                                                     |                                                                 | 28. März 2023 Abkopplung Sojus MS-22 (unbemannt)                |
| ISS-Expedition 69 | | | Sergei Prokopjew (2), 68–69 CDR Dmitri Petelin (1), BI Francisco Rubio (1), BI                                                     | Sergei Prokopjew (2), 68–69 CDR Dmitri Petelin (1), BI Francisco Rubio (1), BI                                                     |                                                                 |                                                                 |
| | V. l. n. r.: Francisco Rubio, Dmitri Petelin, Sultan al-Nejadi, Warren Hoburg, Stephen Bowen, Andrej Fedjajew, Sergei Prokopjew                                                        | 182 Tage | Sergei Prokopjew (2), 68–69 CDR Dmitri Petelin (1), BI Francisco Rubio (1), BI                                                     | Sergei Prokopjew (2), 68–69 CDR Dmitri Petelin (1), BI Francisco Rubio (1), BI                                                     | 27. Sep. 2023 Abkopplung Sojus MS-23                            |                                                                 |
| 27. Aug. 2023 bis 11. März 2024 – SpaceX Crew-7 Jasmin Moghbeli (1), BI Andreas Mogensen (2), BI, 70 CDR Satoshi Furukawa (2), BI Konstantin Borissow (1), BI                                                            | V. l. n. r.: Francisco Rubio, Dmitri Petelin, Sultan al-Nejadi, Warren Hoburg, Stephen Bowen, Andrej Fedjajew, Sergei Prokopjew                                                        | | Sergei Prokopjew (2), 68–69 CDR Dmitri Petelin (1), BI Francisco Rubio (1), BI                                                     | Sergei Prokopjew (2), 68–69 CDR Dmitri Petelin (1), BI Francisco Rubio (1), BI                                                     | 27. Sep. 2023 Abkopplung Sojus MS-23                            |                                                                 |
| ISS-Expedition 70 | ISS-Expedition 70 | 15. Sep. 2023 bis 6. April 2024 – Sojus MS-24 | 15. Sep. 2023 bis 6. April 2024 – Sojus MS-24                                                                                      | |                                                                 |                                                                 |
| | V. l. n. r.: Nikolai Tschub, Konstantin Borissow, Andreas Mogensen, Oleg Kononenko, Jasmin Moghbeli, Satoshi Furukawa, Loral O’Hara                                                    | Oleg Kononenko (5), 70–71 CDR Nikolai Tschub (1), BI 373 Tage – längster ISS-Aufenthalt                                                                  | Loral O’Hara (1), BI | 204 Tage | 6. April 2024 Abkopplung Sojus MS-24 ohne Kononenko ohne Tschub |                                                                 |
| 5. März bis 23. Okt. 2024 – SpaceX Crew-8 Matthew Dominick (1), BI Michael Barratt (3), BI Jeanette Epps (1), BI Alexander Grebenkin (1), BI 233 Tage – längste Ankopplung eines Raumschiffs                             | V. l. n. r.: Nikolai Tschub, Konstantin Borissow, Andreas Mogensen, Oleg Kononenko, Jasmin Moghbeli, Satoshi Furukawa, Loral O’Hara                                                    | Oleg Kononenko (5), 70–71 CDR Nikolai Tschub (1), BI 373 Tage – längster ISS-Aufenthalt                                                                  | Loral O’Hara (1), BI | | 6. April 2024 Abkopplung Sojus MS-24 ohne Kononenko ohne Tschub |                                                                 |
| ISS-Expedition 71 | ISS-Expedition 71 | 25. März bis 23. Sep. 2024 – Sojus MS-25 | 25. März bis 23. Sep. 2024 – Sojus MS-25                                                                                           | |                                                                 |                                                                 |
| | V. l. n. r.: Sunita Williams (oben), Alexander Grebenkin, Tracy Caldwell Dyson, Michael Barratt, Nikolai Tschub, Matthew Dominick, Oleg Kononenko, Jeanette Epps, Barry Wilmore (oben) | Tracy Caldwell Dyson (3), BI | Tracy Caldwell Dyson (3), BI | 182 Tage | 23. Sep. 2024 Abkopplung Sojus MS-25                            |                                                                 |
| 6. Juni 2024 bis 18. März 2025 – Boe-CFT, Rückkehr mit SpaceX Crew-9 Barry Wilmore (3), BI Sunita Williams (3), BI, 72 CDR 29. Sep. 2024 bis 18. März 2025 – SpaceX Crew-9 Nick Hague (2), BI Alexander Gorbunow (1), BI | V. l. n. r.: Sunita Williams (oben), Alexander Grebenkin, Tracy Caldwell Dyson, Michael Barratt, Nikolai Tschub, Matthew Dominick, Oleg Kononenko, Jeanette Epps, Barry Wilmore (oben) | Tracy Caldwell Dyson (3), BI | Tracy Caldwell Dyson (3), BI | | 23. Sep. 2024 Abkopplung Sojus MS-25                            |                                                                 |
| ISS-Expedition 72 | ISS-Expedition 72 | 11. Sep. 2024 bis 19. April 2025 – Sojus MS-26 | 11. Sep. 2024 bis 19. April 2025 – Sojus MS-26                                                                                     | |                                                                 |                                                                 |
| | V. l. n. r. oben: Alexei Owtschinin, Sunita Williams, Barry Wilmore; Mitte: Iwan Wagner, Donald Pettit; unten: Alexander Gorbunow, Nick Hague                                          | Alexei Owtschinin (3), BI, 72 CDR Iwan Wagner (2), BI Donald Pettit (4), BI                                                                              | Alexei Owtschinin (3), BI, 72 CDR Iwan Wagner (2), BI Donald Pettit (4), BI                                                        | 205 Tage | 19. April 2025 Abkopplung Sojus MS-26                           |                                                                 |
| 16. März bis 8. August 2025 – SpaceX Crew-10 | V. l. n. r. oben: Alexei Owtschinin, Sunita Williams, Barry Wilmore; Mitte: Iwan Wagner, Donald Pettit; unten: Alexander Gorbunow, Nick Hague                                          | Alexei Owtschinin (3), BI, 72 CDR Iwan Wagner (2), BI Donald Pettit (4), BI                                                                              | Alexei Owtschinin (3), BI, 72 CDR Iwan Wagner (2), BI Donald Pettit (4), BI                                                        | 205 Tage | 19. April 2025 Abkopplung Sojus MS-26                           |                                                                 |
| ISS-Expedition 73 (aktuell) | ISS-Expedition 73 (aktuell) | Anne McClain (2), BI Nichole Ayers (1), BI Takuya Onishi (2), BI, 73 CDR Kirill Peskow (1), BI                                                           | seit 8. April 2025 – Sojus MS-27                                                                                                   | seit 8. April 2025 – Sojus MS-27                                                                                                   |                                                                 |                                                                 |
| | V. l. n. r.: Kirill Peskow, Jonny Kim, Nichole Ayers, Sergei Ryschikow, Anne McClain, Alexei Subrizki, Takuya Onishi                                                                   | Anne McClain (2), BI Nichole Ayers (1), BI Takuya Onishi (2), BI, 73 CDR Kirill Peskow (1), BI                                                           | Sergei Ryschikow (3), BI, 73 CDR Alexei Subrizki (1), BI Jonny Kim (1), BI                                                         | Sergei Ryschikow (3), BI, 73 CDR Alexei Subrizki (1), BI Jonny Kim (1), BI                                                         |                                                                 | Dez. 2025 (geplant) Abkopplung Sojus MS-27                      |
| seit 2. August 2025, bis 1. Quartal 2026 (geplant) – SpaceX Crew-11 | V. l. n. r.: Kirill Peskow, Jonny Kim, Nichole Ayers, Sergei Ryschikow, Anne McClain, Alexei Subrizki, Takuya Onishi                                                                   | | Sergei Ryschikow (3), BI, 73 CDR Alexei Subrizki (1), BI Jonny Kim (1), BI                                                         | Sergei Ryschikow (3), BI, 73 CDR Alexei Subrizki (1), BI Jonny Kim (1), BI                                                         |                                                                 | Dez. 2025 (geplant) Abkopplung Sojus MS-27                      |
| ISS-Expedition 74 | ISS-Expedition 74 | Zena Cardman (1), BI Michael Fincke (4), BI, 74 CDR Kimiya Yui (2), BI Oleg Platonow (1), BI                                                             | ab 27. Nov. 2025 (geplant) – Sojus MS-28                                                                                           | ab 27. Nov. 2025 (geplant) – Sojus MS-28                                                                                           |                                                                 |                                                                 |
| | | Zena Cardman (1), BI Michael Fincke (4), BI, 74 CDR Kimiya Yui (2), BI Oleg Platonow (1), BI                                                             | Sergei Kud-Swertschkow (2) Sergej Mikaew (1) Christopher Williams (1)                                                              | Sergei Kud-Swertschkow (2) Sergej Mikaew (1) Christopher Williams (1)                                                              |                                                                 | Juni 2026 (geplant) Abkopplung Sojus MS-28                      |
| ab 1. Quartal 2026 (geplant) – SpaceX Crew-12 1–2 Astronauten Sophie Adenot (1) Oleg Artemjew (4) | | | Sergei Kud-Swertschkow (2) Sergej Mikaew (1) Christopher Williams (1)                                                              | Sergei Kud-Swertschkow (2) Sergej Mikaew (1) Christopher Williams (1)                                                              |                                                                 | Juni 2026 (geplant) Abkopplung Sojus MS-28                      |
| ISS-Expedition 75 | ISS-Expedition 75 | ab 15. Juni 2026 (geplant) – Sojus MS-29 | ab 15. Juni 2026 (geplant) – Sojus MS-29                                                                                           | |                                                                 |                                                                 |
| | | Pjotr Dubrow (2) Anna Kikina (2) Anil Menon (1) | Pjotr Dubrow (2) Anna Kikina (2) Anil Menon (1)                                                                                    | | Abkopplung Sojus MS-29                                          |                                                                 |
| Boeing Starliner-1 oder SpaceX Crew-13 | | Pjotr Dubrow (2) Anna Kikina (2) Anil Menon (1) | Pjotr Dubrow (2) Anna Kikina (2) Anil Menon (1)                                                                                    | | Abkopplung Sojus MS-29                                          |                                                                 |

Aktive Missionen sind  grün hinterlegt.